# Kehycziwka
Kehycziwka (ukr. Кегичівка) – osiedle typu miejskiego na Ukrainie, w obwodzie charkowkim, siedziba władz rejonu kehycziwskiego.

## Historia
Powstała z połączenia dwóch niewielkich chutorów: Dobroiwaniwki i Jehoriwki, w 1898.
Osiedle typu miejskiego od 1957.
W 1989 liczyło 7151 mieszkańców.
W 2013 liczyło 6246 mieszkańców.